# Saison 1 du Caméléon
Chronologie
Saison 2
Cet article présente le guide de la première saison de la série télévisée Le Caméléon.

## Liste des épisodes

### Épisode 1:Le Chat et la souris
- États-Unis : 19 septembre 1996 sur NBC
- France : 4 avril 1997 sur M6

- Peter Michael Goetz (en) (Dr Hendricks)
- L. Scott Caldwell (Gwen Porter)
- Stephen Tobolowsky (Dr Trader)
- Dylan Provencher (Kevin Bailey)
- Lilyan Chauvin (Nicole)

- La Roue de la Fortune
- La glace

Jarod prétend être : Capitaine sur un bateau, Médecin à l'hôpital Angel of Mercy à NYC, Pompier. 
Ce pilote a été diffusé un jeudi et non un samedi comme le reste de la série.
Jarod parle le grec.

### Épisode 2:Chaque tableau a son histoire
- États-Unis : 28 septembre 1996 sur NBC
- France : 11 avril 1997 sur M6

- William Sanderson (Roy)
- Jacob Vargas (Javi Padillo)
- Pat Skipper (Paul Bilson)
- Dennis Cockrum (Un inconnu)
- Michael Wyle (Un inconnu)
- Marjorie Monaghan (en) (Martha Poole)
- Edward Evanko (Commander Powell)
- Elizabeth Heflin (Meg King)
- Dell Yount (Vendor)
- Melissa Kidwell (1re jumelle)
- Hillary Kidwell (2e jumelle)
- Stephanie Sawyer (Kinberly King)
- Iverson Warinner (Saltz)

- Les biscuits Oreo
- Les farces et attrapes (particulièrement les fausses crottes de chien)

Identités de Jarod :

### Épisode 3:Pilote de chasse
- États-Unis : 19 octobre 1996 sur NBC
- France : 9 mai 1997 sur M6

- Terence Knox (Thomas Matthews)
- Robert O. Cornthwaite (M. Hollis)
- Ray McKinnon (Un inconnu)
- Gay Thomas (Lieutenant Janice Gant)
- Jake Lloyd (Ronny Collins)
- Gene Lythgow (Gary Dixon)
- Jay Kopita (Andrew)

- Les bonbons pez
- La pâte élastique Silly Putty

Identités de Jarod : 
- Jarod XX : conseiller pour l'implantation d'éoliennes à Baha
- Jarod Wright : Pilote de chasse

### Épisode 4:Les Jeux sont faits
- États-Unis : 26 octobre 1996 sur NBC
- France : 25 avril 1997 sur M6

- Gregg Henry (Peter Morgan)
- James Handy (Steve Hanlon)
- Paul Eiding (Ernie Baxley)
- Nick Kusenko (Chef Davis)
- Kara Zediker (Ivy)
- Vito D'Ambrosio (Johnny)
- Kerrie Clark (Maggie Blaire)
- Pamela Brull (Kitty Morgan)

- George le curieux (Curious George)
- les singes en plastiques (rouges) qui s'accrochent à l'infini

### Épisode 5:La Pendule en carton
- États-Unis : 2 novembre 1996 sur NBC
- France : 18 avril 1997 sur M6

- Gerry McIntyre (Isaac Dexter)
- Lawrence Pressman (Sloane)
- Sean O'Bryan (Bradley DuMonte)
- Christian Meoli (en) (Marcus Whittaker)
- Janet Hubert (Une inconnue)
- Walter Addison (Isaak)
- Mariangela Pino (Annie)
- Ann Betancourt (Judge Patrick)
- Jon Bruno (Michael Metzger)
- Alfred Jackson (Un enfant)
- Adam Paul (1er vendeur)
- Steven Stapenhurst (Newscaster)
- G. Eric Miles (L.A. Sheriff)
- Sarah Rayne (Dara)

- Avocat
- Cow-boy de rodéo

### Épisode 6:Servir et protéger
- États-Unis : 2 mai 1997 sur NBC
- France : 9 novembre 1997 sur M6

- Charles Rocket (Carl Bishop)
- Jason Schombing (Frank Meyers)
- Pat Crawford Brown (Millie Reynolds)
- Wendy Gazelle (Detective Swingert)
- Natalia Nogulich (Susan Granger)
- Steve Eastin (Un inconnu)
- Ellis E. Williams (Un inconnu)
- James Lashly (Un inconnu)

### Épisode 7:Un virus parmi nous
- États-Unis : 16 novembre 1996 sur NBC
- France : 16 mai 1997 sur M6

- Jon Polito (Ben Hansel)
- David Spielberg (Dr Walter Garber)
- Raphael Sbarge (Jeffrey Baytos)
- Cordelia Richards (Kay)
- Brenda Varda (Dr Lisa Hoffman)
- David Fabrizio (Jon Florence)
- Jose Rosario (M. Briggs)
- Thomas Wagner (Un inconnu)
- Matthew Carey (Un inconnu)

- Les cafards
- la Maison de cafards

### Épisode 8:Le Premier Noël de Jarod
- États-Unis : 14 décembre 1996 sur NBC
- France : 23 mai 1997 sur M6

- Wendel Meldrum (Dr Lizabeth Drake)
- Tony Plana (Détective Guerra)
- Bruce Bohne (Harry le S.D.F.)
- Kimiko Gelman (Dr Kim Fujimora)
- Roberta Bassin (Sœur Magdeline)
- Michael Gilden (Elf)
- David Fresco (Un homme S.D.F.)
- Darrow Igus (Un homme de l'EMT)
- Bernadette Bowman (La 1re femme de l'EMT)
- Lisa D. Thompson (2de femme de l'EMT)
- Jefferey Thiel (1er jumeau)
- James Thiel (2d jumeau)

### Épisode 9:Chute libre
- États-Unis : 4 janvier 1997 sur NBC
- France : 30 mai 1997 sur M6

- Robert Carradine (Shérif Dwight Kunkle)
- Jim Haynie (Ben Miller)
- Ryan Merriman (Jarod enfant)
- Chris Ellis (Daniel Crockett)
- Ruth Livier (Angela Miles)
- Timothy Agee (Tom Miles)
- Alex Wexo (Sydney jeune)
- Kate Hodge (Carol Bates)

Identité de Jarod : Instructeur de saut en parachute

### Épisode 10:Question de courage
- États-Unis : 11 janvier 1997 sur NBC
- France : 6 juin 1997 sur M6

- Ryan Merriman (Jarod enfant)
- Paul Dillon (Angelo)
- Isabel Glasser (Lt. Nancy Gleason)
- Kenneth White (John Zimmerman)
- Jon Pennell (Roy)
- Anthony Starke (Michael Patrick)
- Vladimir Skomarovsky (M. Borodin)
- Alex Wexo (Sydney jeune)

### Épisode 11:Équipe de déminage
- États-Unis : 18 janvier 1997 sur NBC
- France : 13 juin 1997 sur M6

- Richard Marcus (M. Raines)
- Paul Dillon (Angelo)
- Daniel Roebuck (Daniel Carlson)
- Beth Grant (Mme Haring)
- William Lucking (Lt. Chomsky)
- Andrew Bilgore (Curtis Haring)
- Jennifer Tighe (Rachel Newton)
- Todd Tesen (Steven Johnson)

### Épisode 12:Jeu de piste
- États-Unis : 1er février 1997 sur NBC
- France : 20 juin 1997 sur M6

- Sam McMurray (Morris Clancy)
- Marshall Bell (Warden Michaels)
- Brock Peters (Henry Cockran)
- Ryan Merriman (Jarod jeune)
- David Proval (Carl Will)
- Dean Norris (Tommy Larson)
- Rebecca Cross (Jessica Will)
- Alex Wexo (Sydney jeune)

### Épisode 13:L'Armée des lâches
- États-Unis: 8 février 1997 sur NBC
- France : 27 juin 1997 sur M6

- Ryan Merriman (Jarod enfant)
- Leon Russom (Cpt. Paul Nagel)
- Erica Ortega (Dana Knox)
- Sandra Pupuro (Lt. Albert Danes)
- Kevin Patrick Walls (Mike Baker)
- David Kirkwood (Martin Caverly)
- Alex Wexo (Sydney jeune)
- Carol Huston (Lt. Paula Pratt)
- Jennifer Banko (Melina Pratt)

### Épisode 14:La Découverte
- États-Unis : 15 février 1997 sur NBC
- France : 4 juillet 1997 sur M6

- Ryan Merriman (Jarod enfant)
- Elpidia Carrillo (Nia Pedron)
- Ashley Peldon (Mlle Parker enfant)
- Jack Kehler (Big Bob)
- John Griffin (Victor Simpkins)
- Alex Wexo (Sydney jeune)
- Jeanette O'Connor (Heloise)
- John Posey (Stan Conrad)
- Christopher James Williams (Derek Kobey)
- Brandis Kemp (Mme Simpkins)

### Épisode 15:Indice d'écoute
- États-Unis : 8 mars 1997 sur NBC
- France : 11 juillet 1997 sur M6

- Ryan Merriman (Jarod enfant)
- Ashley Peldon (Mlle Parker enfant)
- Tony Pierce (Dave)
- Gregory Itzin (Phil Campbell)
- James Mathers (M. Ferren)
- Alex Wexo (Sydney jeune)
- Lisa Howard (Annie Lambert)
- Michael B. Silver (Chris Rockwell)
- Ron Winston Yuan (Ken Watanabe)

### Épisode 16:Le Frère jumeau
- États-Unis : 22 mars 1997 sur NBC
- France : 18 juillet 1997 sur M6

- Richard Marcus (M. Raines)
- Daniel Martin (Dr Fletcher)
- Ryan Merriman (Jarod enfant)
- Taylor Negron (Max Vargas)
- Kevin Cooney (M. Chambers)
- Katie Mitchell (Dr Sarah Corey)
- Andre Mayers (Steven Chambers)
- Lanai Chapman (Julie Thorton)
- Joseph Kell (Gary Rennert)

### Épisode 17:La Clé
- États-Unis : 5 avril 1997 sur NBC
- France : 25 juillet 1997 sur M6

- Richard Marcus (M. Raines)
- Harve Presnell (M. Parker)
- Ashley Peldon (Mlle Parker enfant)
- Jeremy Roberts (Efram Bartlett)
- Leslie Jordan (Pat)
- Kiami Davael (Simone)

- Lutteur contre des alligators
- Garde côte en pleine tempête (Lt Campbell)

Jarod fait allusion au baiser que Mlle Parker lui a donné lorsqu'ils étaient enfant (Episode 14 "Ranger Jarod") "Because I still remember the little girl who gave me my first kiss.” - Jarod 

### Épisode 18:Le Grand plongeon
- États-Unis : 26 avril 1997 sur NBC
- France : 1er août 1997 sur M6

- Cindy Pickett (Dr Shafton)
- Michael Harney (Bob Garrison)
- Moira Walley (Karen Michaels)
- Marisa Ryan (Ellen)
- Bradley Gregg (en) (Eugene Diggs)
- Ellen Travolta (La Mère de Dara)
- Zachary Browne (Kyle enfant)

### Épisode 19:À la recherche du passé
- États-Unis : 3 mai 1997 sur NBC
- France : 8 août 1997 sur M6

- Gailard Sartain (Tug Beaulieu)
- Julie Garfield (Doris Worth)
- Robert Miranda (Ben Worth)
- Maury Sterling (Donny Beaulieu)
- Alex Wexo (Sydney jeune)
- Jerome Guardino (Sonny Herbert)
- Darlene Levin (Millie Pilcher)

### Épisode 20:SL 27
- États-Unis : 10 mai 1997 sur NBC
- France : 5 août 1997 sur M6

- Natalie Canarday (Christine)
- Mike Starr (Axe)
- Scott Burkholder (Inspecteur David Geary)
- Lisa Rieffel (Janet Connelly)
- Tony Carreiro (Mitch Meyers)
- Jonathan Osser (Jarod à 4 ans)

### Épisode 21:Réunion de famille, première partie
- États-Unis : 17 mai 1997 sur NBC
- France : 22 août 1997 sur M6

- Jeffrey Donovan (Kyle)
- Linda Carlson (Harriet Tashman)
- James Tolkan (L'Agent du FBI)
- Kim Myers (La Mère de Jarod)
- Zachary Browne (Kyle enfant)

### Épisode 22:Réunion de famille, deuxième partie
- États-Unis : 17 mai 1997 sur NBC
- France : 29 août 1997 sur M6

- Jeffrey Donovan (Kyle)
- Linda Carlson (Harriet Tashman)
- James Tolkan (L'Agent du FBI)
- Kim Myers (La Mère de Jarod)
- Zachary Browne (Kyle enfant)